# Ruhlsdorf (Teltow)
Ruhlsdorf è una frazione della città tedesca di Teltow, nel Brandeburgo.

## Storia
Ruhlsdorf fu nominata per la prima volta nel 1299.
Il 6 dicembre 1993 il comune di Ruhlsdorf venne aggregato alla città di Teltow.